# Handebol nos Jogos Olímpicos de Verão de 2004
O handebol nos Jogos Olímpicos de Verão de 2004 foi uma competição disputada por equipes masculinas e femininas. A fase preliminar foi disputada no pavilhão esportivo do Centro Olímpico da Costa de Faliro e a partir das quartas de final na Arena Indoor do Complexo de Helliniko, em Atenas, na Grécia.

## Masculino
| Ouro. | Prata. | Bronze. |
| Croácia Venio Losert Vlado Šola Valter Matošević Nikša Kaleb Ivano Balić Blaženko Lacković Vedran Zrnić Igor Vori Davor Dominiković Mirza Džomba Drago Vuković Slavko Goluža Goran Šprem Denis Špoljarić Petar Metličić Técnico: Lino Červar | Alemanha Henning Fritz Christian Ramota Pascal Hens Mark Dragunski Stefan Kretzschmar Jan Olaf Immel Christian Schwarzer Klaus-Dieter Petersen Volker Zerbe Markus Baur Christian Zeitz Torsten Jansen Daniel Stephan Florian Kehrmann Técnico: Heiner Brand | Rússia Andrey Lavrov Alexey Kostygov Vitali Ivanov Oleg Kuleshov Denis Krivoshlykov Alexandre Tuchkin Vasily Kudinov Pavel Bashkin Dmitri Torgovanov Alexander Gorbatikov Alexey Rastvortsev Viatcheslav Gorpichin Sergey Pogorelov Mikhail Chipurin Eduard Kokcharov Técnico: Vladimir Maksimov |

### Primeira fase

#### Grupo A
| Equipe        | Pts | J | V | E | D | GP  | GC  |
| ------------- | --- | - | - | - | - | --- | --- |
| Croácia       | 10  | 5 | 5 | 0 | 0 | 146 | 129 |
| Espanha       | 8   | 5 | 4 | 0 | 1 | 154 | 137 |
| Coreia do Sul | 4   | 5 | 2 | 0 | 3 | 148 | 148 |
| Rússia        | 4   | 5 | 2 | 0 | 3 | 145 | 145 |
| Islândia      | 2   | 5 | 1 | 0 | 4 | 143 | 158 |
| Eslovênia     | 2   | 5 | 1 | 0 | 4 | 130 | 149 |

| 14 de agosto  |       |               |
| Espanha       | 31–30 | Coreia do Sul |
| Rússia        | 28–25 | Eslovênia     |
| Croácia       | 34–30 | Islândia      |
| 16 de agosto  |       |               |
| Coreia do Sul | 35–32 | Rússia        |
| Croácia       | 27–26 | Eslovênia     |
| Espanha       | 31–23 | Islândia      |
| 18 de agosto  |       |               |
| Croácia       | 29–26 | Coreia do Sul |
| Islândia      | 30–25 | Eslovênia     |
| Espanha       | 29–26 | Rússia        |
| 20 de agosto  |       |               |
| Coreia do Sul | 34–30 | Islândia      |
| Espanha       | 41–28 | Eslovênia     |
| Croácia       | 26–25 | Rússia        |
| 22 de agosto  |       |               |
| Eslovênia     | 26–23 | Coreia do Sul |
| Croácia       | 30–22 | Espanha       |
| Rússia        | 34–30 | Islândia      |

#### Grupo B
| Equipe   | Pts | J | V | E | D | GP  | GC  |
| -------- | --- | - | - | - | - | --- | --- |
| França   | 10  | 5 | 5 | 0 | 0 | 135 | 108 |
| Hungria  | 8   | 5 | 4 | 0 | 1 | 132 | 124 |
| Alemanha | 6   | 5 | 3 | 0 | 2 | 139 | 110 |
| Grécia   | 4   | 5 | 2 | 0 | 3 | 117 | 130 |
| Brasil   | 2   | 5 | 1 | 0 | 4 | 105 | 133 |
| Egito    | 0   | 5 | 0 | 0 | 5 | 110 | 133 |

| 14 de agosto |       |          |
| Hungria      | 33–28 | Egito    |
| Alemanha     | 28–18 | Grécia   |
| França       | 31–17 | Brasil   |
| 17 de agosto |       |          |
| França       | 29–25 | Grécia   |
| Hungria      | 20–19 | Brasil   |
| Egito        | 14–26 | Alemanha |
| 18 de agosto |       |          |
| França       | 26–23 | Hungria  |
| Grécia       | 26–25 | Egito    |
| Alemanha     | 34–21 | Brasil   |
| 20 de agosto |       |          |
| Grécia       | 26–22 | Brasil   |
| Hungria      | 30–29 | Alemanha |
| França       | 22–21 | Egito    |
| 22 de agosto |       |          |
| França       | 27–22 | Alemanha |
| Hungria      | 26–22 | Grécia   |
| Brasil       | 26–22 | Egito    |

### Classificação 9º-12º lugar

#### 11º-12º lugar
| 24 de agosto |       |       |
| Eslovênia    | 30–24 | Egito |

#### 9º-10º lugar
| 24 de agosto |       |          |
| Brasil       | 25–29 | Islândia |

### Quartas de final
| 24 de agosto  |       |         |
| Croácia       | 33–27 | Grécia  |
| Alemanha      | 32–30 | Espanha |
| Coreia do Sul | 25–30 | Hungria |
| França        | 24–26 | Rússia  |

### Classificação 5º-8º lugar
| 27 de agosto |       |               |
| Grécia       | 29–24 | Coreia do Sul |
| Espanha      | 27–29 | França        |

#### 7º-8º lugar
| 28 de agosto  |       |         |
| Coreia do Sul | 24–31 | Espanha |

#### 5º-6º lugar
| 28 de agosto |       |        |
| Grécia       | 15–33 | França |

### Semifinal
| 27 de agosto |       |         |
| Croácia      | 33–31 | Hungria |
| Alemanha     | 21–15 | Rússia  |

### Disputa pelo bronze
| 28 de agosto |       |        |
| Hungria      | 26–28 | Rússia |

### Final
| 28 de agosto |       |          |
| Croácia      | 26–24 | Alemanha |

### Classificação final
| Pos. | País          |
| ---- | ------------- |
|      | Croácia       |
|      | Alemanha      |
|      | Rússia        |
| 4    | Hungria       |
| 5    | França        |
| 6    | Grécia        |
| 7    | Espanha       |
| 8    | Coreia do Sul |
| 9    | Islândia      |
| 10   | Brasil        |
| 11   | Eslovênia     |
| 12   | Egito         |

## Feminino
| Ouro. | Prata. | Bronze. |
| Dinamarca Louise Bager Nørgaard Karin Ørnhøj Mortensen Rikke Poulsen Schmidt Rikke Skov Henriette Rønde Mikkelsen Mette Vestergaard Rikke Hørlykke Jørgensen Camilla Ingemann Thomsen Lotte Kiærskou Trine Jensen Katrine Fruelund Kristine Andersen Karen Brødsgaard Line Daugaard Josephine Touray Técnico: Jan Pytlick | Coreia do Sul Oh Yong-Ran Moon Kyeong-Ha Woo Sun-Hee Huh Soon-Young Lee Gong-Joo Jang So-Hee Kim Hyun-Ok Kim Cha-Youn Oh Seong-Ok Huh Young-Sook Lim O-Kyeong Lee Sang-Eun Myoung Bok-Hee Choi Im-Jeong Moon Pil-Hee Técnico: Lim Young-Chul | Ucrânia Nataliya Borysenko Iryna Honcharova Larysa Zaspa Ganna Burmystrova Tetyana Shinkarenko Maryna Vergelyuk Olena Yatsenko Ganna Siukalo Olena Radchenko Olena Tsygitsa Galyna Markushevska Lyudmyla Shevchenko Nataliya Lyapina Anastasiya Borodina Oxana Rayhel Técnico: Leonid Ratner |

### Primeira fase

#### Grupo A
| Equipe  | Pts | J | V | E | D | GP  | GC  |
| ------- | --- | - | - | - | - | --- | --- |
| Ucrânia | 8   | 4 | 4 | 0 | 0 | 99  | 82  |
| Hungria | 6   | 4 | 3 | 0 | 1 | 118 | 93  |
| China   | 4   | 4 | 2 | 0 | 2 | 106 | 90  |
| Brasil  | 2   | 4 | 1 | 0 | 3 | 97  | 105 |
| Grécia  | 0   | 4 | 0 | 0 | 4 | 74  | 124 |

| 15 de agosto |       |         |
| China        | 24–28 | Hungria |
| Grécia       | 21–29 | Brasil  |
| 17 de agosto |       |         |
| Ucrânia      | 26–21 | China   |
| Hungria      | 36–20 | Grécia  |
| 19 de agosto |       |         |
| Grécia       | 13–33 | China   |
| Brasil       | 19–21 | Ucrânia |
| 21 de agosto |       |         |
| Ucrânia      | 29–20 | Grécia  |
| Brasil       | 26–35 | Hungria |
| 23 de agosto |       |         |
| China        | 28–23 | Brasil  |
| Hungria      | 22–23 | Ucrânia |

#### Grupo B
| Equipe        | Pts | J | V | E | D | GP  | GC  |
| ------------- | --- | - | - | - | - | --- | --- |
| Coreia do Sul | 7   | 4 | 3 | 1 | 0 | 135 | 103 |
| Dinamarca     | 7   | 4 | 3 | 1 | 0 | 125 | 98  |
| França        | 4   | 4 | 2 | 0 | 2 | 105 | 106 |
| Espanha       | 1   | 4 | 0 | 1 | 3 | 86  | 110 |
| Angola        | 1   | 4 | 0 | 1 | 3 | 97  | 131 |

| 15 de agosto  |       |               |
| Espanha       | 24–24 | Angola        |
| Dinamarca     | 35–26 | França        |
| 17 de agosto  |       |               |
| Coreia do Sul | 29–29 | Dinamarca     |
| França        | 27–20 | Espanha       |
| 19 de agosto  |       |               |
| Angola        | 30–40 | Coreia do Sul |
| Espanha       | 21–24 | Dinamarca     |
| 21 de agosto  |       |               |
| Angola        | 21–29 | França        |
| Coreia do Sul | 36–21 | Espanha       |
| 23 de agosto  |       |               |
| França        | 23–30 | Coreia do Sul |
| Dinamarca     | 38–22 | Angola        |

#### Classificação 9º-10º lugar
| 26 de agosto |       |        |
| Grécia       | 23–38 | Angola |

### Quartas de final
| 26 de agosto  |       |           |
| Ucrânia       | 25–23 | Espanha   |
| França        | 25–23 | Hungria   |
| China         | 28–32 | Dinamarca |
| Coreia do Sul | 26–24 | Brasil    |

### Semifinal
| 27 de agosto |       |               |
| Ucrânia      | 20–29 | Dinamarca     |
| França       | 31–32 | Coreia do Sul |

### Classificação 5º-8º lugar
| 28 de agosto |       |        |
| Espanha      | 27–23 | China  |
| Hungria      | 36–31 | Brasil |

### Disputa pelo bronze
| 28 de agosto |       |        |
| Ucrânia      | 21–18 | França |

#### 7º-8º lugar
| 29 de agosto |       |        |
| China        | 25–26 | Brasil |

#### 5º-6º lugar
| 29 de agosto |       |         |
| Espanha      | 29–38 | Hungria |

### Final
| 29 de agosto |       |               |
| Dinamarca    | 38–36 | Coreia do Sul |

### Classificação final
| Pos. | País          |
| ---- | ------------- |
|      | Dinamarca     |
|      | Coreia do Sul |
|      | Ucrânia       |
| 4    | França        |
| 5    | Hungria       |
| 6    | Espanha       |
| 7    | Brasil        |
| 8    | China         |
| 9    | Angola        |
| 10   | Grécia        |